# NGC 2932
NGC 2932 é um asterismo na direção da constelação de Vela. O objeto foi descoberto pelo astrônomo John Herschel em 1837, usando um telescópio refletor com abertura de 18,6 polegadas. 